# X.Org Server
X.Org Server, també conegut com a Xorg Server o simplement Xorg, és un servidor gràfic que implementa la versió oficial de referència del X Window System. És de codi obert i programari lliure. El projecte corre sota el patronatge de la Fundació X.Org i està allotjat a freedesktop.org.
X11R6.7.0, la primera versió del servidor X.Org, va ser un fork del XFree86 4.4 RC2, degut al desacord amb la nova llicència del XFree86 4.4 final, amb altres canvis del X11R6.6. Alguns antics desenvolupadors de XFree86 s'han sumat al projecte, ja que es gestiona d'una forma més oberta que XFree86.
El servidor X.Org augmenta dia a dia la seva popularitat entre els sistemes operatius de codi obert. Ha estat adoptat per Gentoo, Debian, Fedora, Slackware, SuSE, Mandrakelinux, Cygwin/X, Ubuntu i FreeBSD 5.x en comptes de XFree86.